# 重力測定

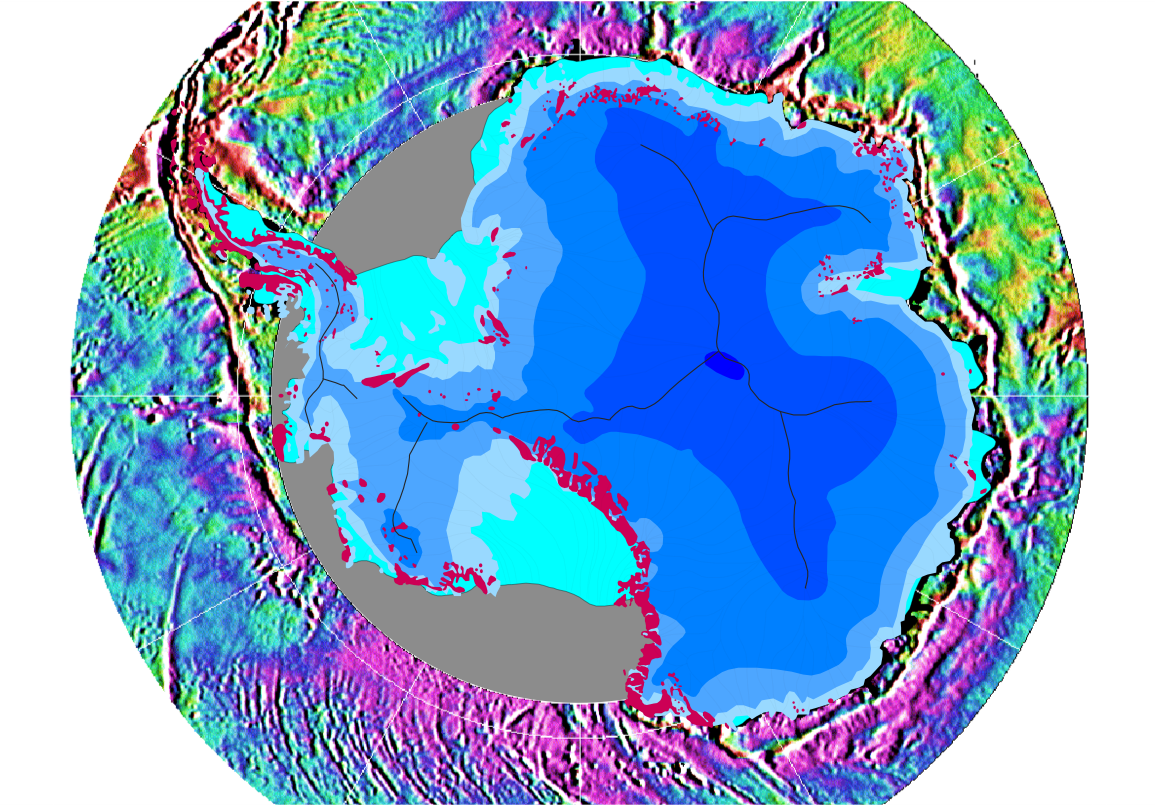
南洋の重力異常

重力測定 (英: Gravimetry) は、重力場の強さを測定することをいう。

## 測定の単位
重力は加速度の単位で測定される。国際単位系では、加速度の標準単位は、m/s2である。その他の単位には、1 cm/s2に相当するガル (gal) や9.80665 m/s2に相当するgがある。gの値は、おおよそ地球の表面での重力に等しい。

## 重力の測定法
重力を測定するのに用いる機器は、重力計 (gravimeter) として知られている。一般相対性理論は、重力の効果と加速度の効果を区別しないので、重力計は特別な目的のための加速度計と見なすこともできる。体重計を単純な重力計と見なすこともできる。一般的な型の重力計では、物体を引っ張る重力に対抗する力として、ばねを用いている。ばねの長さの変化は、重力とバランスを取るのに必要な力に調整される。その結果は、ニュートン等の力の単位で測定されるが、一般的にはガルが用いられる。
正確な測定が必要な時は、より洗練された重力計が用いられる。地球の重力場を測定する時には、地球を構成する岩石の密度変化を発見するため、測定はμガルの精度で行われる。これらの測定を行うために、本質的には上述のバネ式を改良したもの等、いくつかの種類の重力計が存在する。
重力の変化をモニタリングするためには、正確さ以外に安定性も重力計の重要な性質である。これらの変化は、地球内部の質量移動か測定地点の地殻の垂直移動に起因するものである（高さ1m毎に重力は0.3ミリガルずつ減少する）。重力変化の研究は、地球力学の一分野である。
近代の重力計の大部分は、テスト質量を支えるのに特別に設計された金属または水晶製のゼロ長ばねを用いる。ゼロ長ばねはフックの法則に従わず、長さに比例した力を持つ。ゼロ長ばねの特殊な性質は、ばね-質量系の振動の共鳴周期が非常に長いことである。これにより、局所的な振動や機械的ノイズから離調され、重力計の性能を向上させている。水晶と金属のばねは、異なる理由のために選択される。水晶のばねは磁場や電場の影響を受けにくく、一方金属のばねは時間とともに伸びてしまうということが少ない。テスト質量は、気圧の小さな変化が空気中のテスト質量の浮力に影響を及ぼさないように気密容器の中に収められる。
ばねの重力計は、実際には異なる地点間の重力の差異を計測する、相対測定を行う機器である。相対測定を行う機器は、重力の絶対値が既知の地域の値との間で校正を行うことが必要である。絶対重力は、真空中でのテスト質量の重力加速度を測定することで得られる。テスト質量は真空の中で自由落下し、その位置と時間がそれぞれレーザー干渉計と原子時計で測定される。レーザーの波長は±0.025 ppb、原子時計の安定性は±0.03 ppbの精度であることが知られている。残存空気の抵抗、振動、磁力等の外部効果を最小化するために、最大限の注意を払わなければならない。このような機器では、約0.002 mgalの精度での測定が可能である。その主な用途は相対測定を行う機器の校正、地殻の歪みのモニター、高い精度と安定性が要求される地球物理学の研究等である。しかし、絶対測定を行う機器は大型、高価であり、あまり出回っていない。
重力計は、航空機、船、潜水艦等の乗り物に搭載できるように設計されてきた。これらの特殊な重力計は乗り物の運動の加速度からは隔離され、測定値からその値を減算するようになっている。乗り物の加速度は、測定される重力の変化よりも数百倍から数千倍も強いことも多い。また、アポロ17号で月面に設置された重力計 (Lunar Surface Gravimeter) もあるが、設計の不具合により動作していない。2つめの装置 (Traverse Gravimeter Experiment) は機能していると考えられている。

## 微小重力法
微小重力法は、古典的な重力法の基礎の上に最近発展した重要な分野である。微小重力法の調査は、空洞の位置とそのモニター等の主に地質工学上の様々な問題を解決するために行われる。

## 歴史
近代の重力法は、1936年にLucien LaCosteとArnold Rombergが発展させた。
彼らは、1965年の船搭載重力計や深い掘削孔用の耐熱機器、持ち運び可能な軽量型の機器等、一連の装置の改良を行った。彼らの設計の多くは、データ収集やデータ処理の部分に改良が加えられ、2005年現在でも使われている。